# Радиша Гачић
Радиша Гачић (Рогачица, код Бајине Баште, 1938) бивши је друштвeно-политички радник СР Србије и СФР Југославије.

## Биографија
Рођен је 1938. у Рогачици, код Бајине Баште. Завршио је Вишу педагошку школу у Титовом Ужицу и радио као наставник српског језика у основним школама у селима Рогачица и Злодол, у Општини Бајина Башта. Потом је радио као просветни саветник у СО Бајина Башта, а касније у Просветно-педагошком заводу у Титовом Ужицу.
Након завршетка Правног факулета у Београду, налазио се на разним дужностима у Савезу комуниста, чији је члан постао 1957. године. Био је секретар Општинског комитета Савеза комуниста у Бајиној Башти, секретар и председник Општинске конференције Социјалистичког савеза радног народа (ССРН) у Титовом Ужицу и председник Међуопштинске конференције Савеза комуниста у Титовом Ужицу.
За члана Централног комитета Савеза комуниста Србије (ЦК СКС) биран је на Осмом и Дветом конгресу СКС, 1978. и 1982. године. Од 1982. до 1986. обављао је дужност секретара Председништва ЦК СК Србије, чији су председници били Душан Чкребић и Иван Стамболић. За члана Централног комитета Савеза комуниста Југославије (ЦК СКЈ) биран је на Тринаестом конгресу СКЈ, јуна 1986. године. Од 1986. до 1988. налазио се на дужности секретара Председништва ЦК СК Југославије, чији су председници били Миланко Реновица и Бошко Крунић.
Марта 1989. приликом формирања Савезног извршног већа (СИВ), чији је председник био Анте Марковић, постао је савезни секретар (министар) за рад, здравство, борачка питања и социјалну политику. На месту члана Председништва ЦК СКЈ тада га је заменио Петар Шкундрић. У својству савезног секретара предстваљао је Југославију у Међународној организацији рада и Светској здравственој организацији.
Након распада СФРЈ, од 1992. бавио се фармацијом. Био је директор предузећа „Панфарма” и председник Групације фармацеутске индустрије Југославије.